# Kemi träsk
Kemi träsk (finska: Kemijärvi) är den största naturliga sjön i Kemi älvs vattensystem i Lappland, Finland. Sjön ligger helt inom Kemijärvi stad. Sjön har en area på 230 km² och är en genomströmningssjö med stor vattenomsättning. Då vattenståndet regleras så varierar höjden mellan 142 och 149 m ö.h. Samtidigt varierar sjöns yta 130–285 km². Regleringen sker vid kraftverksdammen i Seitakorva, varifrån vattnet avrinner ner i sjön Juujärvi med en fallhöjd på nästan 24 m. Det största djupet på 24 m ligger i fjärden Tossanselkä i den sydvästra delen av sjön.